# 高桐真
高桐 真（たかぎり まこと、1927年9月8日 - ）は、日本の俳優。本名、道下 真二。
東京俳優生活協同組合、芸峰制作、ワシオ企画、鳥プロを経て、大木由美子オフィスに所属していた。

## 来歴
大阪府大阪市出身。呉服屋を営む父と母の二男四女の次男。関西大学経済学部卒業。大学在学中の1948年、劇団制作座を結成し、中心俳優として『三人姉妹』『罪と罰』『ルノアール群島』などに出演する一方、ラジオドラマ、テレビドラマにも出演。映画にも劇団の資金集めのため、『江戸っ子野郎と娘たち』（1960年、第二東映）を皮切りに各社の作品に助演した。制作座はのちに解散し、関西芸術座の創立メンバーを経てフリーとなる。
テレビドラマでは、NHK大河ドラマ『太閤記』（1965年）、『新・平家物語』（1972年）、『元禄太平記』（1975年）や、特撮テレビドラマ『忍者キャプター』（1976年）などにレギュラー出演した。そのほか、刑事ドラマや時代劇にも数多く出演。また、舞台作品においても、上記の制作座公演や、長谷川一夫、三波春夫らの舞台公演、ミュージカル『竹取物語』など幅広い分野で活躍している。
2000年代以降は出演作品が途絶えているが、2016年2月には勝呂誉のトークショーにゲストとして招かれ健在ぶりをアピールしていた。
一般社団法人映像コンテンツ権利処理機構においては不明権利者とされている。

## 人物
- 特技は、乗馬、殺陣、歌唱[3]。
- 1958年に結婚し、一女あり[2]。

## 出演作品

### テレビドラマ
- こどもドラマ（NHK）
  - お迎い狸（1955年） - 遠山源吾先生
  - 弟のひみつ（1956年） - お父さん
- 花にふる雨（1957年、NHK）
- プレイハウス / 檻の中（1957年、NHK）
- 呼出符号L（1958年 - 1959年、OTV）
- 現代人間模様 / 漁港で（1959年、NHK）
- 東芝日曜劇場 / かえり咲き（1960年、ABC）
- グリーン劇場 / 柴竹運送店（1961年、TBS）
- 東芝土曜劇場 / 水（1962年、KTV） - 秋山
- 虹に誓う（1963年、NHK）
- 星光る（1964年、NHK）
- 風雲真田城（1964年、ABC） - 金剛一角
- 大河ドラマ（NHK）
  - 太閤記（1965年） - 斎藤利三
  - 源義経（1966年）
  - 天と地と（1969年） - 新発田尾張守
  - 春の坂道（1971年）
  - 新・平家物語（1972年） - 平家貞
  - 元禄太平記（1975年） - 池上喜左衛門
  - 峠の群像（1982年） - 竹島屋喜助
- テレビ指定席 / はらから（1965年、NHK） - 主演・衆樹真作
- 若いいのち（1965年、NTV） - 三宅教官
- 銭形平次（CX）
  - 第47話「地獄の罠」（1967年）
  - 第199話「暮六つの鐘」（1970年） - 孫六
  - 第600話「陽にそむく女」（1977年） - 井筒屋
  - 第696話「初手柄のんびり同心」（1979年） - 明石屋五平
- 特別機動捜査隊 （NET）
  - 第251話「終電車の女」（1966年） - 浅井
  - 第285話「拾った女」（1967年） - 佐伯
  - 第301話「女を喰う虫」（1967年） - 土井刑事
  - 第303話「兄ちゃんの馬鹿」（1967年） - 署長
  - 第329話「花散りぬ」（1968年） - 吉川
  - 第509話「呪いの館」（1971年） - 田辺
  - 第697話「輝く裸婦の画像」（1975年） - 大木
- あまくちからくち 第16回（1971年、NHK）  - 玲子（演・范文雀）の父
- 弥次喜多隠密道中 第26話「恐怖の銅山 宇和島」（1972年、NTV） - 村越兵衛
- 変身忍者 嵐 第40話「空を飛ぶ妖怪城!!」（1973年、MBS） - 代官
- 通りゃんせ（1973年、CX）  - 金森耕造
- 土曜日の女シリーズ「女子高校生殺人事件」（1974年、ユニオン映画）
- けったいな人々（1974年、NHK） - 梅原
- 特捜記者 第4話「殺しのセールスマン」（1974年、KTV） - 糸村社長
- スーパーロボット レッドバロン 第37話「宇宙から来た父の手紙」 - 第39話「機械じかけの明日」 （1974年、NTV） - 紅健太郎
- 闘え!ドラゴン 第9話「怪奇!闇空手!」（1974年、12CH） - 小野社長
- 非情のライセンス 第2シリーズ 第3話「兇悪の序曲」（1974年、NET / 東映） - 唐沢
- 伝七捕物帳（NTV）
  - 第45話「無情の花嫁衣裳」（1974年） - 相模屋
  - 第121話「男なさけに花が散る」（1976年） - 勘兵衛
- 正義のシンボル コンドールマン 第8話「やったぞ! 3段化身」 - 第11話「ゼニクレージー大反撃」（1975年、NET） - 黒井剛造 / ゼニクレージー
- 青春の門（1976年、MBS） - 高塔
- 太陽にほえろ! 第204話「厭な奴」 （1976年、NTV） - 朝倉泰造
- 忍者キャプター 第1話「東京タワーに立つ七人の忍者」 - 第37話「天堂無人の最後」（1976年、12CH） - 天堂無人
- 大江戸捜査網（東京12チャンネル）
  - 第148話「命を賭けた舞い扇」（1974年） - 西海屋
  - 第191話「殺人依頼の謎」（1975年） - 丹波屋善右衛門
  - 第312話「甦った魂なき殺人者」（1977年） - 立花屋
  - 第364話「闇を咲く女賊の哀愁」（1978年） - 大黒屋清兵衛
- 桃太郎侍（NTV）
  - 第23話「涙でうたう子守唄」（1977年） - 吉村彦太夫
  - 第102話「さらば上方屋」（1978年） - 坂上伊予守
  - 第213話「仁兵衛の天中殺」（1980年） - 井筒屋七右衛門
  - 第254話「望みかなった新妻の座」（1981年） - 井筒屋総兵衛
- ジャッカー電撃隊 第6話「9ポーカー!!美女の罠」（1977年、ANB） - 富岡
- 土曜ワイド劇場（ANB）
  - 江戸川乱歩の美女シリーズ 第2作「浴室の美女」 （1978年） - 福田得二郎
  - 松本清張の死んだ馬（1981年） - 懐石料理店の主人 林 役
- 破れ新九郎 第15話「盗人宿の女」（1979年、ANB） - 鬼塚外記
- 江戸の激斗 第17話「みれん花・野盗 暁の襲撃」（1979年、CX）
- 遠山の金さん 第2シリーズ 第29話「若君誘拐」（1979年、ANB / 東映） - 権次
- 暴れん坊将軍（ANB / 東映）
  - 吉宗評判記 暴れん坊将軍
    - 第59話「賭けた命が纏に燃える」（1979年） - 石田屋治右衛門
    - 第90話「奮戦！辰五郎先生」 （1979年） - 南部采女正
    - 第108話「将軍に命令する男」（1980年） - 浪速屋利兵衛
    - 第129話「父よあなたは偉かった」（1980年） - 佐渡屋五郎蔵
    - 第174話「尾道夕燒け・仇討ち」（1981年） - 瀬戸屋儀兵衛

  - 暴れん坊将軍III
    - 第13話「将軍が消えた!? 吉宗暗殺の渦巻く紀州和歌山」（1988年、TVスペシャル） - 大黒屋利兵衛
    - 第50話「初富士の花嫁、吉宗の禁じられた恋!」（1989年、TVスペシャル） - 明石刑部
    - 第53話「あぶな絵の皿を追え」（1989年） - 巴屋五兵衛
    - 第100話「春遠き お捨屋敷の女」（1990年） - 麻見民部
    - 第121話「無念を晴らした南蛮大魔術!」（1990年） - 港屋宗兵衛
- ザ・ハングマンシリーズ（ABC）
  - ザ・ハングマン 燃える事件簿 第4話「辱められたキャンパス」 （1980年） - 海野理事長（聖文大学）
  - ザ・ハングマンII 第7話「娼婦マヤ夫人の告発」（1982年） - 渡部健二（丸菱商事専務）
  - 新ハングマン 第13話「天使を喰うハイエナ病院」（1983年） - 阿久津浩三（大東平和連盟組長）
- 想い出づくり。（1981年、TBS） - 中野国夫
- 宇宙刑事シャリバン 第25話「鬼の目に涙・天使の涙・パパ助けに来て」（1983年、ANB） - 郷原社長
- 長七郎江戸日記（日本テレビ/ユニオン映画）
  - 第1シリーズ 第114話「なまくら新兵衛」（1986年） - 上州屋市兵衛
  - 第3シリーズ 第26話「女侠涙の伊達姿」（1991年）- 片倉主膳
- 江戸を斬る（TBS）
  - 江戸を斬るVII 第23話「鬼が狙った唐人形」（1987年） - 閻魔の角蔵
  - 江戸を斬るVIII 第10話「仇討ち悲願の若旦那」（1994年） - 鬼定
- 水戸黄門（TBS）
  - 第16部 第28話「娘を救った偽黄門 -弘前-」（1986年11月3日） - 津軽屋
  - 第17部 第18話「河豚に当って悪退治 -下関-」（1987年） - 網元
  - 第18部 第26話「怨念渦巻く祭の宿 -豊川-」（1989年） - 斉藤文左衛門
  - 第19部
    - 第1話（1989年9月25日） - 野田忠兵衛
    - 第7話「人買い光右衛門 -尾花沢-」（1989年11月6日） - 仁科右京
    - 第22話「事隠す謎の切腹 -高田-」（1990年）- 内藤隼人正

  - 第20部
    - 第8話「情け紡いだ西陣織 -京-」（1990年） - 清兵衛
    - 第13話「ドジな男の恩返し -高知-」（1991年） - 安藤重行
    - 第21話「奸計暴いた娘の忠義し -人吉-」（1991年） - 倉持左左衛門
    - 第37話「悲願を秘めた水芸師 -長岡-」（1991年） - 大槻左馬之助

  - 第21部（1992年）
    - 第7話「目ざす敵は瓜ふたつ -津和野-」 - 大隅屋
    - 第23話「母の秘密は卍の入れ墨 -敦賀-」 - 浦部頼母

  - 第22部（1993年） 
    - 第3話「天下の嶮の幽霊騒動 -箱根-」 - 松乃屋
    - 第11話「弟思いのあほんだら兄貴 -大坂-」 - 石割豊後守

  - 第23部
    - 第3話「泣き笑い幽霊旅籠 -熊谷-」（1994年） - 河野辺茂持
    - 第13話「姫様狙う悪の罠 -福井-」（1994年） - 織部帯刀
    - 第25話「怨念! 化け猫騒動 -佐賀-」（1995年） - 青山頼母

  - 水戸黄門外伝 かげろう忍法帖 第11話「非情の試し撃ち -彦根-」（1995年） - 白河主水
  - 第26部（1998年）
    - 第13話「夢を叶えた娘の悲願 -人吉-」 - 吉田忠兵衛
    - 第23話「京の都に恋の花 -京都-」 - 大野頼母
- あばれ八州御用旅（テレビ東京(TX)/ユニオン映画）
  - 第1シリーズ 第5話「唐丸破り!!人情切り裂く三千両」（1990年）- 影山外記
  - 第2シリーズ 第4話「からくり峠あばれ越え」（1991年）- 五十嵐主膳
- 必殺スペシャル・春 勢ぞろい仕事人! 春雨じゃ、悪人退治（1990年4月6日） - 備前屋嘉兵衛
- 鞍馬天狗（1991年、TX）
  - 第十六話「海の風雲児・坂本龍馬」 - 松平容保
  - 第十八話「兄を斬れ! 無情の掟」 - 同上
  - 第四十六話「無惨! 京に散る父子鷹」 - 横倉大膳
- 大岡越前（TBS）
  - 第12部
    - 第3話「悪に溺れた凄腕同心」（1991年） - 伊勢屋
    - 第13話「殺しを見ていた女」（1992年） - 毘沙門の藤五郎

  - 第13部
    - 第1話「大岡越前」（1992年） - 苓石
    - 第16話「孫兵衛を怨んだ男」（1993年） - 室堂の喜左衛門
- 八百八町夢日記 第2シリーズ（1992年、NTV）
  - 第11話「命がけ! 鉄火肌の女」 - 室町屋和三郎
  - 第30話「殿様は盗っ人上り」 - 赤城屋市兵衛
- 新・三匹が斬る! 第22話「さらば三匹、死出の旅への王手飛車」（1993年、ANB） - 宗方大膳
- 殿さま風来坊隠れ旅 第13話「魔神の山! 黄金の裸女」（1994年、ANB） - 寺坂図書
- 江戸の用心棒
  - 第1シリーズ 第26話「千両箱が消えていく」（1995年） - 闇の黒兵衛
  - 第2シリーズ 第5話「当世殺しの人事」（1995年） - 河内屋喜平

### 映画
- 喧嘩まつり 江戸っ子野郎と娘たち（1960年、第二東映） - 松蔵
- 海族八幡船（1960年、東映）
- 夜の傾斜（1962年、宝塚映画） - 武田
- 女系家族（1963年、大映京都）
- 僕はボディーガード（1964年、宝塚映画） - 白井
- 血とダイヤモンド（1964年、宝塚映画） - 木崎
- 沙羅の門（1964年、宝塚映画） - 今野
- 忍者狩り（1964年、東映）
- 王将（1973年、東宝） - 作平
- 226（1989年、松竹） - 斎藤実
- 陽炎（1991年、松竹）

### 吹き替え
- 刑事コロンボ 毒のある花（マーチソン博士（フレッド・ドレイパー））
- ザ・ビッグマン（ホフマン（ラインハルト・コルデホフ（英語版）））